# Гуантанамера
„Гуантанамера“ (на испански: Guantanamera – жителка на Гуантанамо, гуантанамка) е много известна кубинска песен.

## Музика
Счита се (по неговите твърдения), че музиката към песента е създадена от кубинския музикант (певец и автор на песни) и радиоводещ Хосе Фернандес Диас (José Fernández Díaz, 1908-1979), наричан Хосеито. Точната дата не е известна, понеже той самият назовава различни години, но се смята, че най-вероятно е 1929 г. Неговият пълен вариант на песента е считан за „класически“.
Наследниците на музиканта Ерминио „Ел Диабло“ Гарсия Уилсон (Herminio „El Diablo“ García Wilson) предявяват иск той да бъде обявен за съкомпозитор на песента, но кубински съд отхвърля иска през 1963 г.

## Текст
В текста на песента се разказва за жена от град Гуантанамо, която е изоставила героя, след романтични отношения (или поне негови романтични чувства към нея). Съществува мнение, че този герой е самият Фернандес.
За известния припев „Гуантанамера… / гуахира гуантанамера…“ има друга история. Гарсия и негови приятели стоят на улицата. Покрай тях преминава девойка (от Гуантанамо) и младежите ѝ правят необичаен учтив комплимент („пиропо“ на испански). Девойката, засегната, отговаря много рязко и продължава по пътя си. Обезкуражен, Гарсия продължава да мисли за нейната реакция, докато неговите приятели му се присмиват. Връщайки се вкъщи, сяда зад пианото и с приятелите създава този рефрен.
„Гуахира“ (guajira – селянка) е кубински народен ритъм, популярен сред селяните в Куба. Така изразът „гуахира гуантанамера“ може да означава „селска девойка от Гуантанамо“ или „ритъм „гуахира“ от Гуантанамо“, образувайки игра на думи. Съответно в припева може да става дума за самата песен (нейния ритъм) или за девойката, което е по-вероятно.

## Популярност
Най-известната („официална“) версия е на основата на първите строфи от поема на Хосе Марти - кубински поет и писател от 19 век, борец за освобождение на Куба от Испания. Поемата е публикувана в неговия сборник „Versos Sencillos“ („Прости стихове“), излязъл през 1891 г. Благодарение на уважението на кубинците към Х. Марти, считан за национален герой, използването на негови стихове издига песента до нивото на неофициален химн на Куба.
Фернандес използва песента, като коментира дневните новини в своите радиопредавания, адаптирайки ги към нейната мелодия. По този начин „Гуантанамера“ става популярно средство за романтична, патриотична, хумористична и социална лирика в Куба и в целия испаноговорещ свят.